# Pacific Blue Airlines
Pacific Blue Airlines  — регіональна авіакомпанія зі штаб-квартирою у місті Крайстчерч (Нова Зеландія), що працює на ринку комерційних авіаперевезень на напрямках Австралія-Південна Азія і Нова Зеландія-Австралія, а також обслуговує маршрути авіакомпанії Polynesian Blue. Є дочірнім підрозділом авіаційного холдингу Virgin Blue Holdings.
В якості головних транзитних вузлів (хабів) Pacific Blue Airlines використовує міжнародний аеропорт Крайстчерч, міжнародний аеропорт Брисбен і аеропорт Окленд.
4 травня 2011 року керівництво управляючої компанії Virgin Blue оголосило про намір злити всі дочірні авіакомпанії і привести всі комерційні операції під єдину торгову марку Virgin Australia. Завершення даних продедур для Pacific Blue Airlines планується до середини 2012 року.

## Історія
Авіакомпанія була заснована в 2003 році і почала операційну діяльність у січні наступного року з регулярних рейсів між Крастчерчем (Нова Зеландія) і Брисбеном (Австралія).
1 серпня 2007 року код ІАТА авіакомпанії змінений з «PBI» на «PBN», що було зроблено за узгодженням зі службами авіадиспетчерів в цілях ліквідації плутанини між великою латинською літерою «I» і цифрою «1».
21 серпня 2007 року Pacific Blue Airlines повідомила про плани відкриття внутрішніх регулярних рейсів між аеропортами Нової Зеландії з початком польотів 12 листопада 2007 року. Спочатку були відкриті маршрути Окленд-Веллінгтон, Крастчерч-Веллінгтон і Окленд-Крастчерч, пізніше в маршрутну мережу додався регулярний рейс Данідін-Крастчерч.
16 серпня 2010 року авіакомпанія оголосила про завершення роботи на ринку внутрішніх пасажирських перевезень Нової Зеландії, вивільнені потужності при цьому були перерозподілені на середньомагістральні маршрути та рейси в аеропорти Тасманії. Останній рейс на внутрішніх напрямках авіакомпанія здійснила 17 жовтня 2010 року з Веллінгтона в Окленд.

## Маршрутна мережа

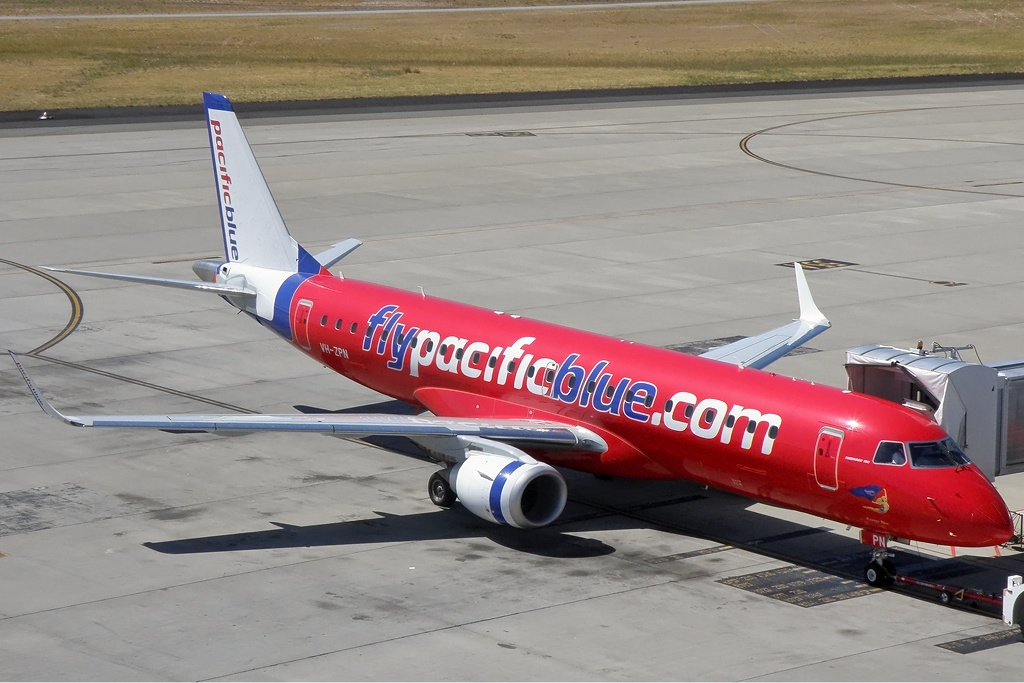
Embraer 190 авіакомпанії Pacific Blue в аеропорту Перт

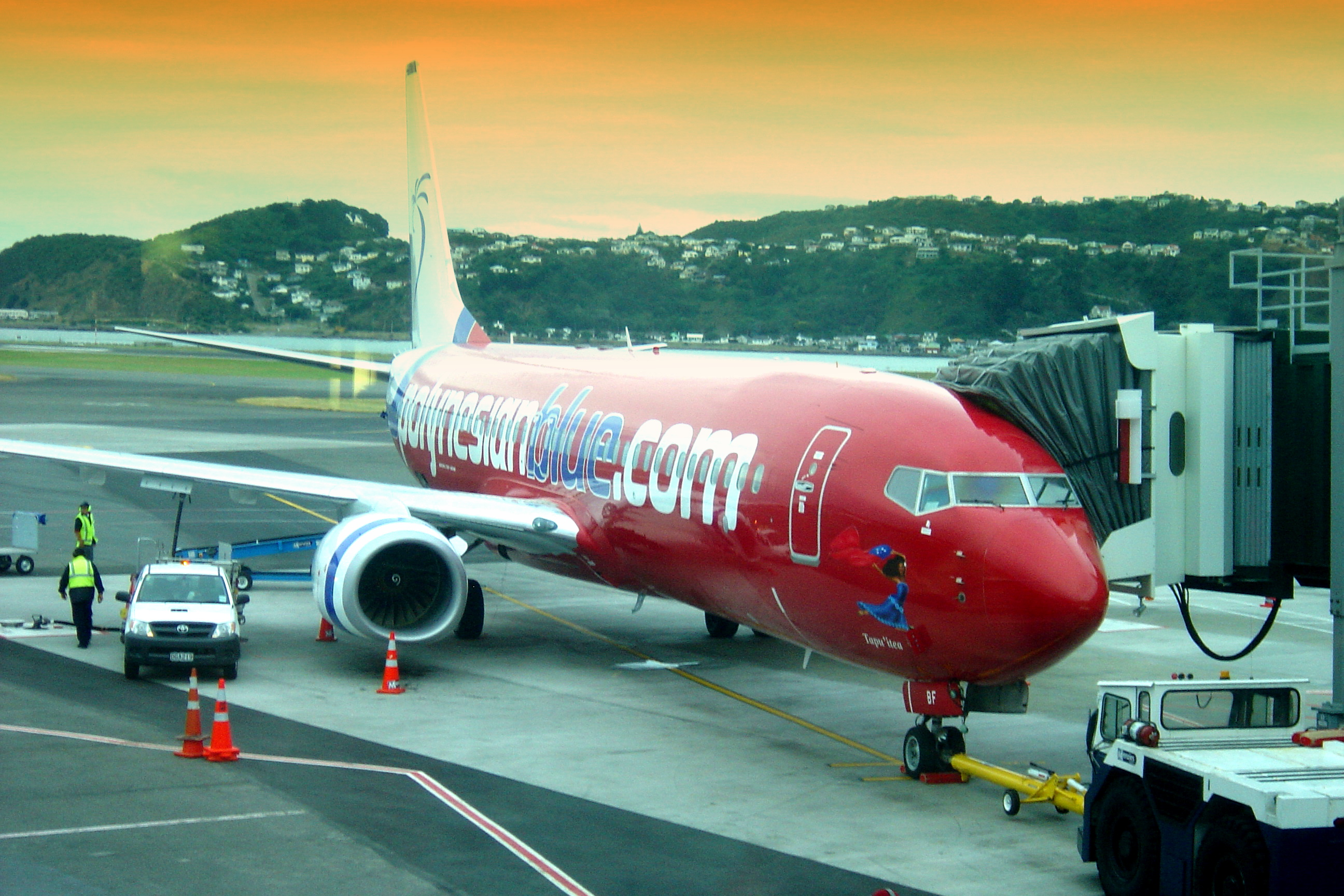
Boeing 737-800 (реєстраційний ZK-PBF) авіакомпанії Pacific Blue Airlines в міжнародному аеропорту Веллінгтон, березень 2008 року. Літак працює в мокрий лізинг, виконуючи всі рейси авіакомпанії Polynesian Blue

У липні 2011 року авіакомпанія Pacific Blue Airlines здійснювала регулярні пасажирські перевезення з аеропортів Австралії і Нової Зеландії в Азію і країни тихоокеанського басейну. Один літак працював під брендом авіакомпанії Polynesian Blue в рамках «мокрого» лізингу.
У Новій Зеландії авіакомпанії обслуговувала аеропорти міст Окленд, Хемілтон, Веллінгтон, Крайстчерч, Данідін і Квінстаун.

## Флот
Станом на січень 2011 року повітряний флот авіакомпанії Pacific Blue Airlines складали наступні літаки: